# ピーコック (顔料)
ピーコック (peacock) は、青味の強い緑色の顔料である。

## 概要
酸化亜鉛(ZnO)と酸化アルミニウム (Al2O3) から成るスピネルグループの結晶、亜鉛スピネル (ZnOAl2O3) の亜鉛の一部をコバルトで、アルミニウムの一部をクロムで置換した組成を持ち、(CoZn)O(AlCr)2O3の化学式で表される。「緑色の顔料」とはいってもかなり青味が強く、Colour Index Generic Nameは、Pigment Blue 36:1である。
酸化コバルト、酸化亜鉛、水酸化アルミニウム、水酸化クロムを配合して1300℃で焼成する。陶磁器以外に使用する場合は焼成温度を若干低くする。
元来セラミック顔料として使われてきたが、耐熱性・耐候性・耐薬品性が大きいため、近年はセラミックスのみならずプラスチックの着色や塗料等にも使用されている。